# Île de Longueil-Sainte-Marie
L'île de Longueil-Sainte-Marie est une île sur l'Oise, située dans le département du même nom dépendant administrativement de la commune de Longueil-Sainte-Marie en France.

## Description
Elle s'étend sur environ 480 m de longueur pour une largeur d'environ 50 m. Elle est reliée à la rive gauche de l'Oise par deux écluses et à la rive droite par un barrage dit « barrage de Verberie ».

## Histoire
Le barrage a été construit de 2007 à 2009 pour réguler le niveau d’eau du bief amont permettant la navigation des convois fluviaux.
En mai 2015, une péniche a percuté le mur de l'écluse. 